# (3111) Misuzu
(3111) Misuzu es un asteroide perteneciente al cinturón de asteroides, descubierto el 19 de febrero de 1977 por Hiroki Kosai y su compañero astrónomo Kiichirō Furukawa desde el Observatorio Kiso, Monte Ontake, Japón.

## Designación y nombre
Designado provisionalmente como 1977 DX8. Fue nombrado Misuzu en homenaje a la provincia japonesa Shinano que antes era conocida como "Misuzu".